# Watutine (Charkiw)
Watutine (ukrainisch Ватутіне; russisch Ватутино Watutino) ist ein Dorf in der ukrainischen Oblast Charkiw mit etwa 1200 Einwohnern (2023).

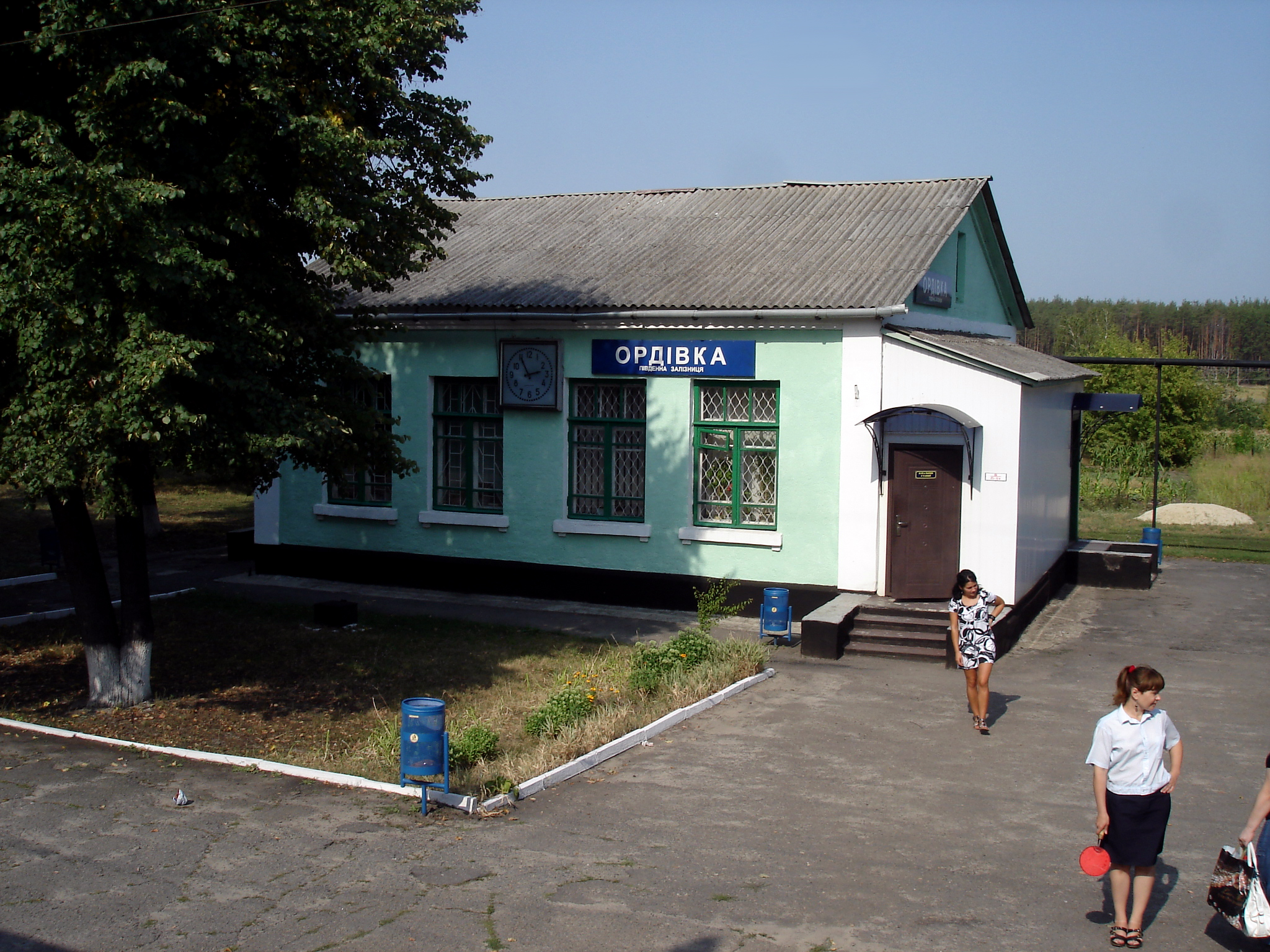
Bahnstation der Ortschaft

Am 12. Juni 2020 wurde das Dorf ein Teil der neugegründeten Siedlungsgemeinde Nowa Wodolaha, bis dahin bildete es zusammen mit dem Dorf Wilchuwatka (Вільхуватка) die gleichnamige Landratsgemeinde Watutine (Ватутінська сільська рада/Watutinska silska rada) im Nordosten des Rajons Nowa Wodolaha.
Am 17. Juli 2020 kam es im Zuge einer großen Rajonsreform zum Anschluss des Rajonsgebietes an den Rajon Charkiw.
Bis zum 27. März 2009 hatte das Dorf den Status einer Ansiedlung (селище/Selyschtsche).
Die Ortschaft liegt auf einer Höhe von 107 m am rechten Ufer der Mscha (Мжа), einem 77 km langen, rechten Nebenfluss des Siwerskyj Donez, 11 km nordöstlich vom ehemaligen Rajonzentrum Nowa Wodolaha und 38 km südwestlich vom Oblastzentrum Charkiw.
Südlich des Dorfes verläuft die Fernstraße M 18/ E 105.